# Нојендорф (Доња Франконија)
Нојендорф (њем. Neuendorf) град је у њемачкој савезној држави Баварска. Једно је од 40 општинских средишта округа Мајна-Шпесарт. Према процјени из 2010. у граду је живјело 874 становника. Посједује регионалну шифру (AGS) 9677164.

## Географски и демографски подаци
Нојендорф се налази у савезној држави Баварска у округу Мајна-Шпесарт. Град се налази на надморској висини од 156 метара. Површина општине износи 9,7 km². У самом граду је, према процјени из 2010. године, живјело 874 становника. Просјечна густина становништва износи 90 становника/km².